# Laborgerät

Apparatur aus mehreren über Schliffe verbundener Glasgeräte:
1 Rührstab/Siedesteinchen
2 Rundkolben mit Destillationsvorlage
3+8+9 Wasserabscheider (mit 3 Rektifikationskolonne, 8 Büretten-Einheit und 9 Ablasshahn)
4 Thermometer
5 Kühler
6 Kühlwasser-Zulauf
7 Kühlwasser-Ablauf
10 Sammelgefäß (Rundkolben mit Destillat)

Unter Laborgeräten versteht man alle in einem Labor verwendeten Gefäße, Werkzeuge und sonstigen Hilfsmittel.

## Chemielabore
Laborgeräte bezeichnet in der Chemie alle im Chemielabor verwendeten Gefäße, Werkzeuge und sonstigen Hilfsmittel, die zur Durchführung von chemischen Verfahren wie Synthesen oder Analysen verwendet werden.
Für die Verwendung im Chemielabor gibt es eine Reihe von speziellen Geräten. Diese zeichnen sich vor allem dadurch aus, dass sie aus sehr widerstandsfähigen Werkstoffen bestehen, da sie vielen verschiedenen, oft aggressiven Chemikalien und teilweise extremen Temperaturen ausgesetzt sind. Verwendung finden hier in der Hauptsache Glas, insbesondere Borosilikatgläser, welche sich durch einen geringen Wärmeausdehnungskoeffizienten auszeichnen und damit gegen plötzliche Temperaturschwankungen unempfindlich sind. Vorteile von Glas sind neben der Unempfindlichkeit gegen Säuren, Laugen und Hitze außerdem die Transparenz sowie die Möglichkeit, durch Glasbläserei individuell angepasste Geräte herzustellen bzw. zerbrochene Geräte zu reparieren. Weitere Werkstoffe sind Porzellan, fluorierte Kunststoffe wie PTFE (Teflon) oder PVDF und seltener Holz und Metalle. Die letzteren beiden kommen in der Regel dort zum Einsatz, wo wenig Berührung mit Chemikalien zu erwarten ist (Halterungen, Stative). Es gibt jedoch auch einige Gerätschaften, wie Abdampfschalen, Kristallisiergefäße oder Schmelztiegel aus Metallen (Nickel, Platin) sowie unterschiedliche Geräte aus Quarzglas (beispielsweise Rohre, Reagenzgläser, Schalen).
Grundsätzlich ist für Laborgeräte auch eine modulare Bauweise wichtig, sodass man die einzelnen Elemente nach Belieben wie aus einem Baukasten zusammensetzen kann. Besonders in der präparativen Chemie ist dies von Interesse, da hier je nach Syntheseaufgabe eine passende Apparatur zusammengebaut wird.

Stativstange mit Doppelklemme und Bürette

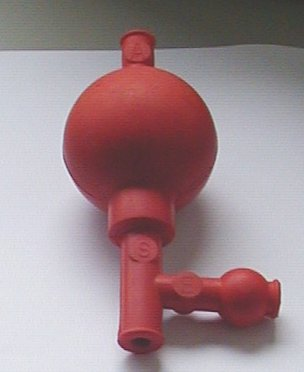
Peleusball

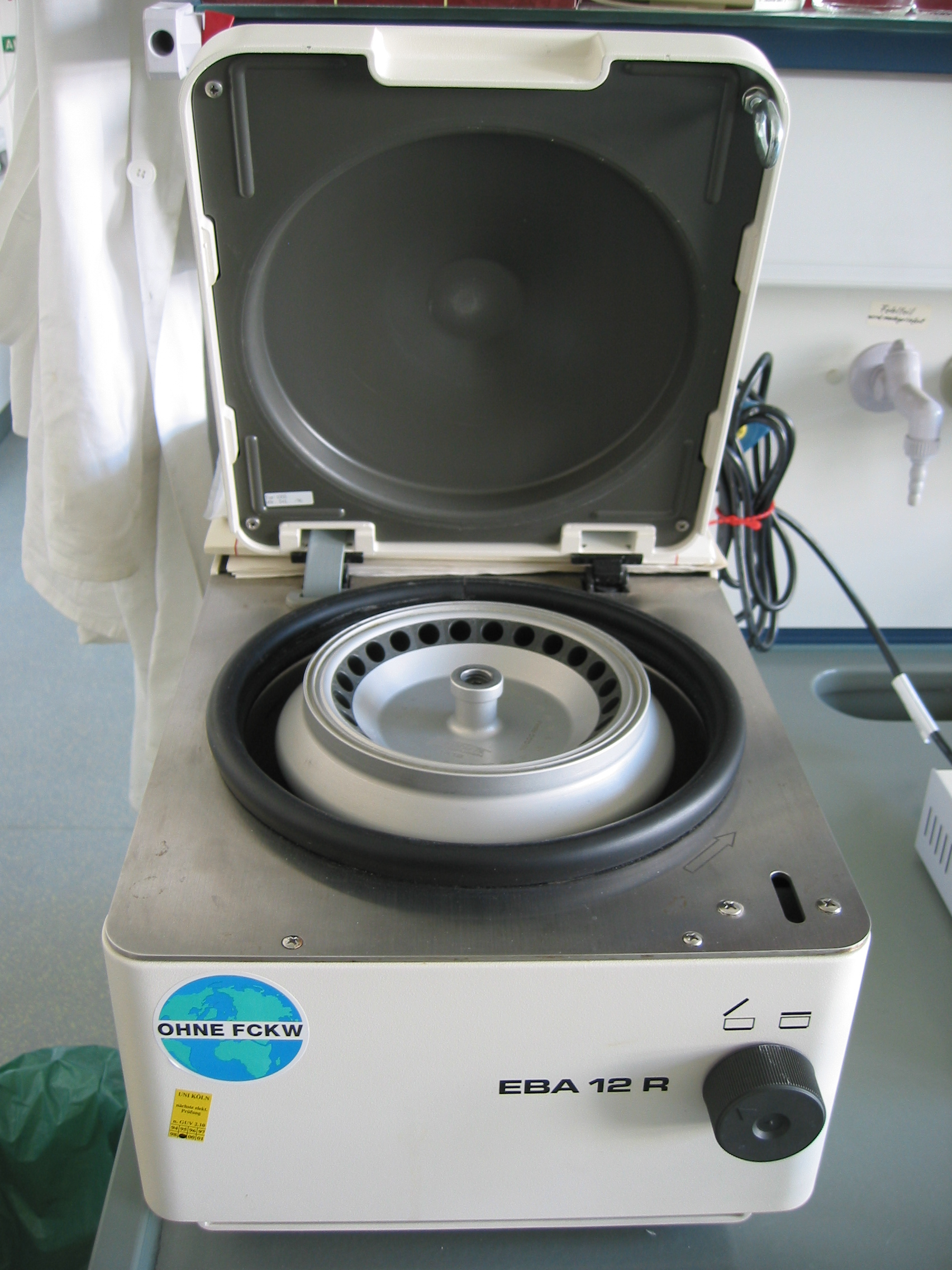
Laborzentrifuge

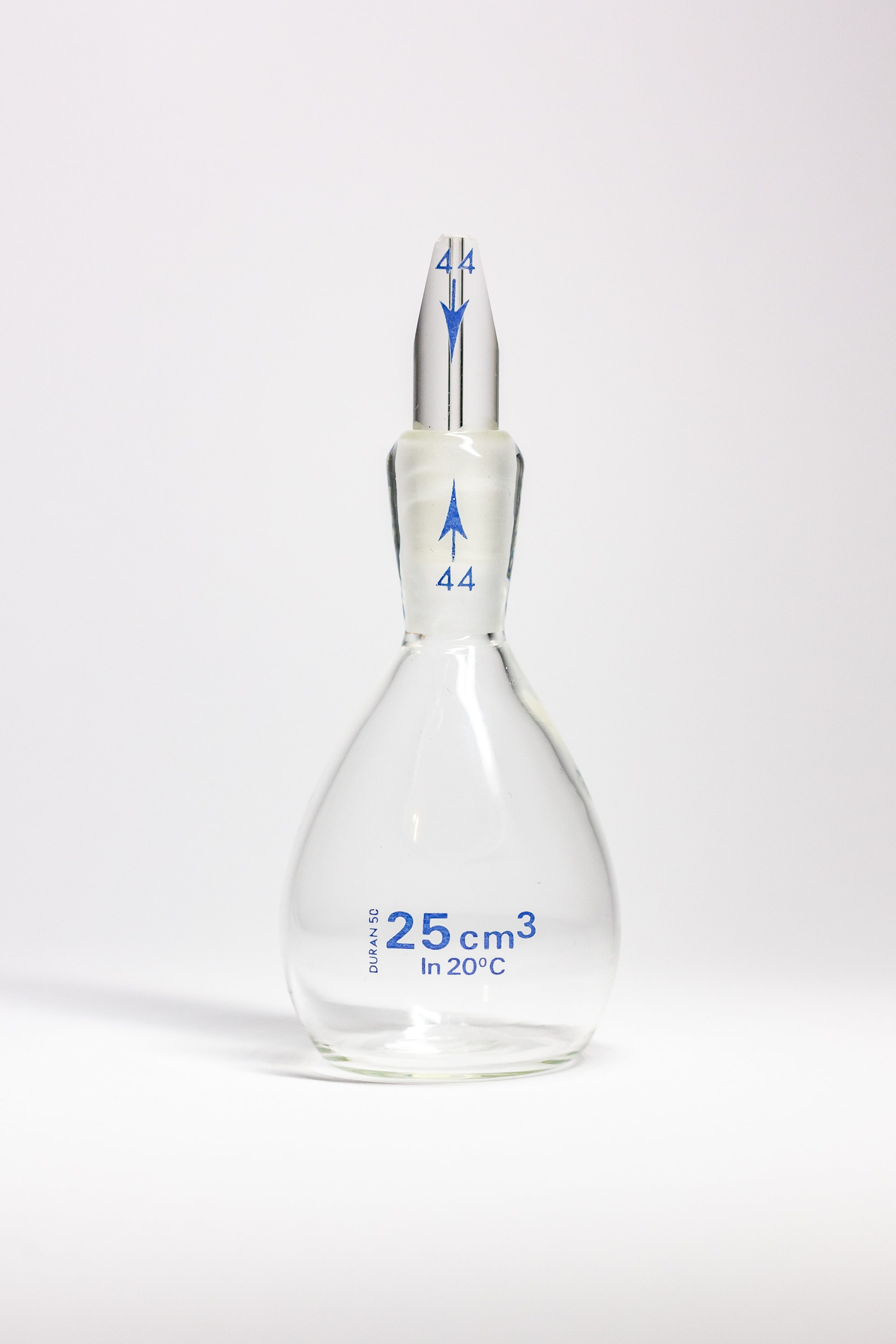
Pyknometer

Die Flexibilität beim Zusammenbau der Glasapparaturen wird durch die Verwendung von so genannten Normschliffen erreicht. Der Schliff sorgt dafür, dass man zwei Glasgeräte gasdicht miteinander verbinden kann. Die Verbindung kann zusätzlich durch Schlifffett oder Teflonhülsen abgedichtet und mit einer Schliffklemme gesichert werden. Größere und nicht standsichere Apparaturen werden durch Stativmaterial fixiert, das aus senkrechten Metallstangen mit Fuß besteht, an denen die Laborgeräte mittels Stativklammern festgehalten werden.

## Glas- oder Kunststoffgefäße
- Becherglas
- Dewargefäß
- Dosierzylinder
- Erlenmeyerkolben
- Gasbürette
- Gasentwickler
- Gaswaschflasche oder Waschflasche
- Gasometer
- Kappenflasche
- Kjeldahl-Kolben
- Kristallisierschale
- Mehrhalskolben
- Messkolben
- Messzylinder
- Mischzylinder
- Petrischale
- Pneumatische Wanne
- Reagenzglas
- Retorte
- Rundkolben
- Rückflusskühler
- Saugflasche
- Scheidetrichter
- Schlenkgefäß
- Spitzkolben
- Standzylinder
- Standkolben
- Tropftrichter
- U-Rohr

## Sonstige Glasgeräte
- Aräometer
- Bürette, Gasbürette
- Claisen-Aufsatz
- Destillierbrücke
- Dimrothkühler
- Doppelspiralkühler
- Exsikkator
- Fritte
- Kolbenprober
- Kugelkühler
- Kühlfalle
- Kühlfinger
- Kükenhahn
- Küvette
- Liebigkühler
- Pyknometer
- Reaktionsrohr
- Scheidetrichter
- Schlangenkühler
- Siedekapillare
- Soxhlet-Extraktor
- Spiralkühler
- Trichter
- Trockenrohr
- Uhrglas
- Vorstoß
- Vorstoß nach Anschütz-Thiele
- Wellrohrkühler
- Zählkammer (zum Zählen von Zellen)

## Porzellangeräte und -werkzeuge

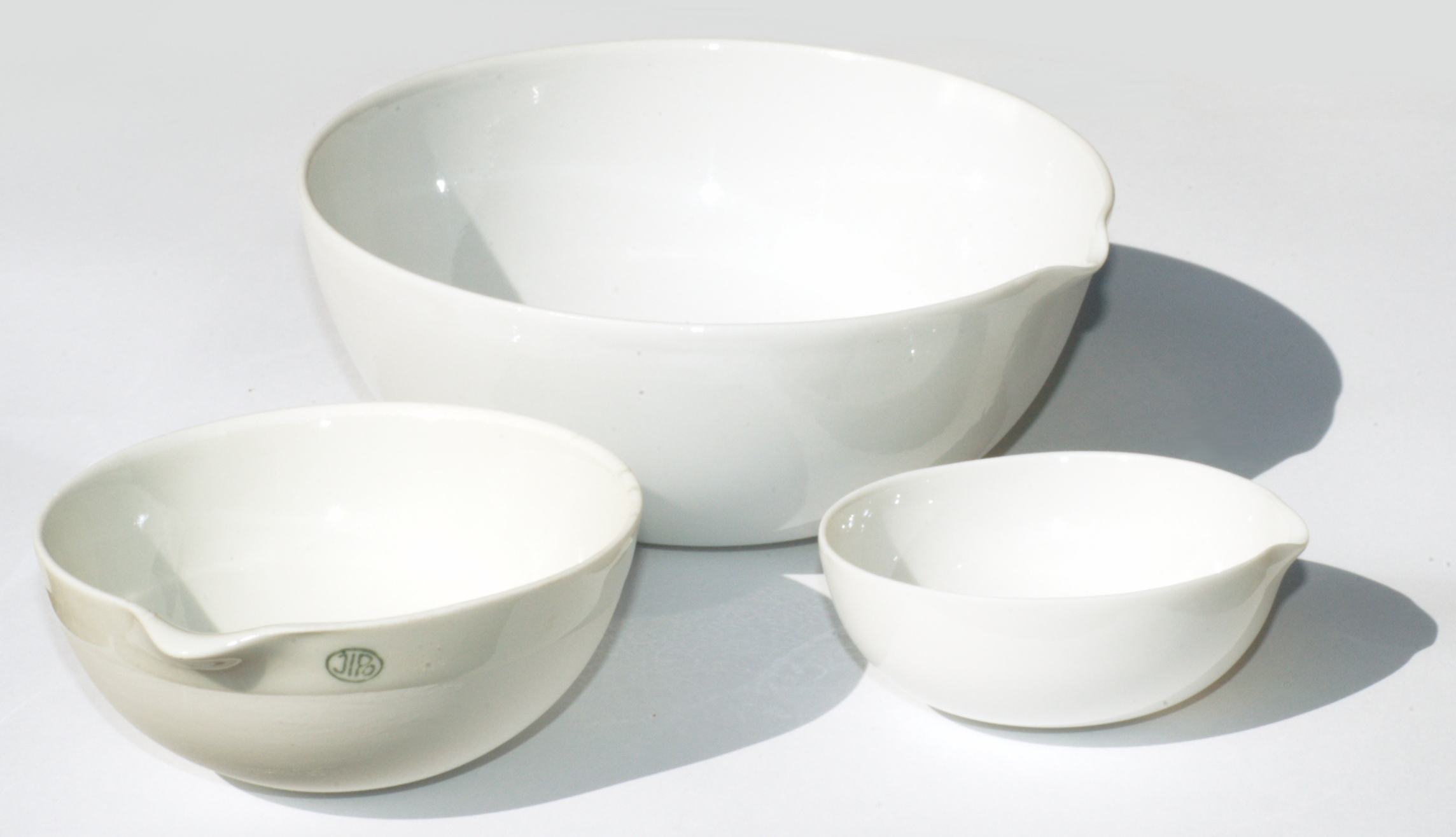
Abdampfschalen aus Porzellan in verschiedenen Größen

- Abdampfschale
- Filternutsche
- Mörser
- Pistill
- Tiegel
- Filtertiegeluntersetzer

## Sonstige Werkzeuge
- Abtropfbrett
- Bunsenbrenner / Teclubrenner
- Bunsenventil
- Dreifuß
- Drahtnetz
- Glasstab
- Gummiwischer („Ionenbesen“ oder „Molekülbesen“) zum Auswischen des Tiegels oder eines anderen Gefäßes bei der Gravimetrie
- Magnetrührstäbchen (Rührfisch)
- Pinzette
- Pipettierhilfe
- Pipette
- Spatel
- Spritzflasche
- Schliffklemme
- Stativstange mit Doppelmuffe und Klemmen
- Thermometer
- Tiegelzange
- Verbrennungslöffel
- Wasserbad
- Wasserstrahlpumpe

## Elektrogeräte
- Agitator
- Brutschrank
- Gaschromatograf
- Heizbad
- Heizpilz
- Kugelrohr
- Laborwaage
- Magnetrührer oder Heizrührer
- Laborrührer
- Laborautomatisierungssystem
- Netzgerät
- Pipettie elektrisch
- Pipettierhilfe elektrisch
- Rotationsverdampfer
- Schüttler
- Schlauchschweißgerät
- Ultraschallbad
- Trockenschrank
- Vakuumpumpe
- Wärmeschrank
- Wasserbad elektrisch
- Zentrifuge

## Laborgeräteindustrie
Der Weltmarkt für Analyse- und Labortechnik belief sich 2013 auf rund 45 Mrd. US-Dollar. Die 330 deutschen Hersteller erwirtschafteten mit ihren rund 40.000 Beschäftigten im gleichen Jahr einen Umsatz von 6,7 Mrd. €, nachdem er 2011 bei 6,6 Milliarden Euro (bei einem Weltmarkt von rund 40 Milliarden Dollar) gelegen hatte. Der Inlandsumsatz betrug 3,1 Mrd. €, der Auslandsumsatz 3,6 Mrd. €. Dementsprechend lag die Exportquote bei 54 %.
Die wichtigsten Abnehmerbranchen der deutschen Hersteller sind derzeit die Industrie, die Öffentliche Hand sowie die Bereiche Pharma und Chemie. Etwa 85 Prozent des Inlandsumsatzes werden in diesen Märkten erwirtschaftet. Daneben gibt es aber noch zahlreiche weitere Sektoren und Nischen, in denen sich die Firmen erfolgreich behaupten. Beispiele dafür sind etwa die Bereiche Biotechnologie und Food. Zu den wichtigsten Zielländern der deutschen Ausfuhren von Analyse- und Labortechnik zählen die USA, China, Frankreich, das Vereinigte Königreich, Italien, die Russische Föderation, die Republik Korea, Japan, die Niederlande und die Schweiz.